# زائولی
زائولی یا زاوولی رقص سنتی مردم گورو (که به زبان گورو صحبت می‌کنند) در مرکز ساحل عاج است. ماسک زائولی، که در این رقص استفاده می‌شود، در دهه ۱۹۵۰ ایجاد شد و بنا به گفته‌ها، الهام‌گرفته از دختری به نام "دیلا لو زائولی" (به معنای "زائولی، دختر دیلا") است. با این حال، داستان‌های مختلفی دربارهٔ منشأ این ماسک خاص وجود دارد و هر ماسک ممکن است تاریخچه نمادین خاص خود را داشته باشد. این رقص در سال ۲۰۱۷ در فهرست نمایندگی میراث فرهنگی ناملموس بشریت توسط یونسکو به ثبت رسید.
هر روستای گورو یک رقاص زائولی محلی (که همیشه مرد است) دارد که در مراسم تشییع جنازه و جشن‌ها به اجرا می‌پردازد. این رقص به عنوان ابزاری، برای افزایش تولید و بهره‌وری روستاهایی که در آن اجرا می‌شود، شناخته شده و به عنوان وسیله‌ای برای وحدت جامعه گورو و به‌طور کلی کشور، دیده می‌شود.

## در فرهنگ عامه
رپر بریتانیایی-سری‌لانکایی ام.آی.ای. در ویدیو کلیپ آهنگ "Warriors" که به عنوان بخشی از ویدیو Matahdatah Scroll 01: Broader Than A Border در سال ۲۰۱۵ منتشر شد، کلیپی از یک رقاص زائولی را در آن گنجانده است.
یک ویدیوی پرطرفدار که شامل آهنگ "Bungee Jump" از هنرمندان موسیقی الکترونیک کاپیتان هوک و آستریکس است، از تصاویری از رقصندگان زائولی استفاده می‌کند.
در سال ۲۰۲۲، گروه کی پاپ دخترانه Nature یک موزیک ویدیو برای تک آهنگ خود "Rica Rica" منتشر کرد که شامل رقصی است که به شدت از رقص زائولی الهام گرفته شده است. برخی از کاربران اینترنت این استفاده را نامناسب دانسته‌اند.
ویدئوهای کوتاهی از رقص‌های سنتی زائولی نیز در اینترنت دست به دست می‌شود که موسیقی متن آن جای خود را به ریتم‌های تند و به ظاهر مناسب موسیقی سایکدلیک ترنس داده است.